# مولینه
مولینه (به فرانسوی: Molinet) یک کمون در فرانسه است که در Canton of Dompierre-sur-Besbre واقع شده‌است.

## خصوصیات
مولینه ۲۵٫۹۸ کیلومترمربع مساحت و ۱٬۱۷۶ نفر جمعیت دارد و ۲۴۲ متر بالاتر از سطح دریا واقع شده‌است.